# Planá u Českých Budějovic
Planá (deutsch Plan) ist eine Gemeinde im Okres České Budějovice in Tschechien. Sie ist ein Vorort von Budweis und liegt am linken Ufer der Moldau.

## Geographie
Planá liegt südwestlich von Budweis am linken Ufer der Moldau. Durch Planá verläuft die Silnice I/3 (ein Teil der Europastraße 55). Im Gemeindegebiet liegt der östliche Teil des Flughafen Budweis.

### Nachbargemeinden
|                | Litvínovice Leitnowitz                      |                            |
| Homole Hummeln | Kompassrose, die auf Nachbargemeinden zeigt | Budweis (České Budějovice) |
|                | Boršov nad Vltavou Payreschau               |                            |

### Gemeindegliederung
Für die Gemeinde Planá sind keine Ortsteile ausgewiesen. Grundsiedlungseinheiten sind Planá und Planá-u letiště.

## Geschichte

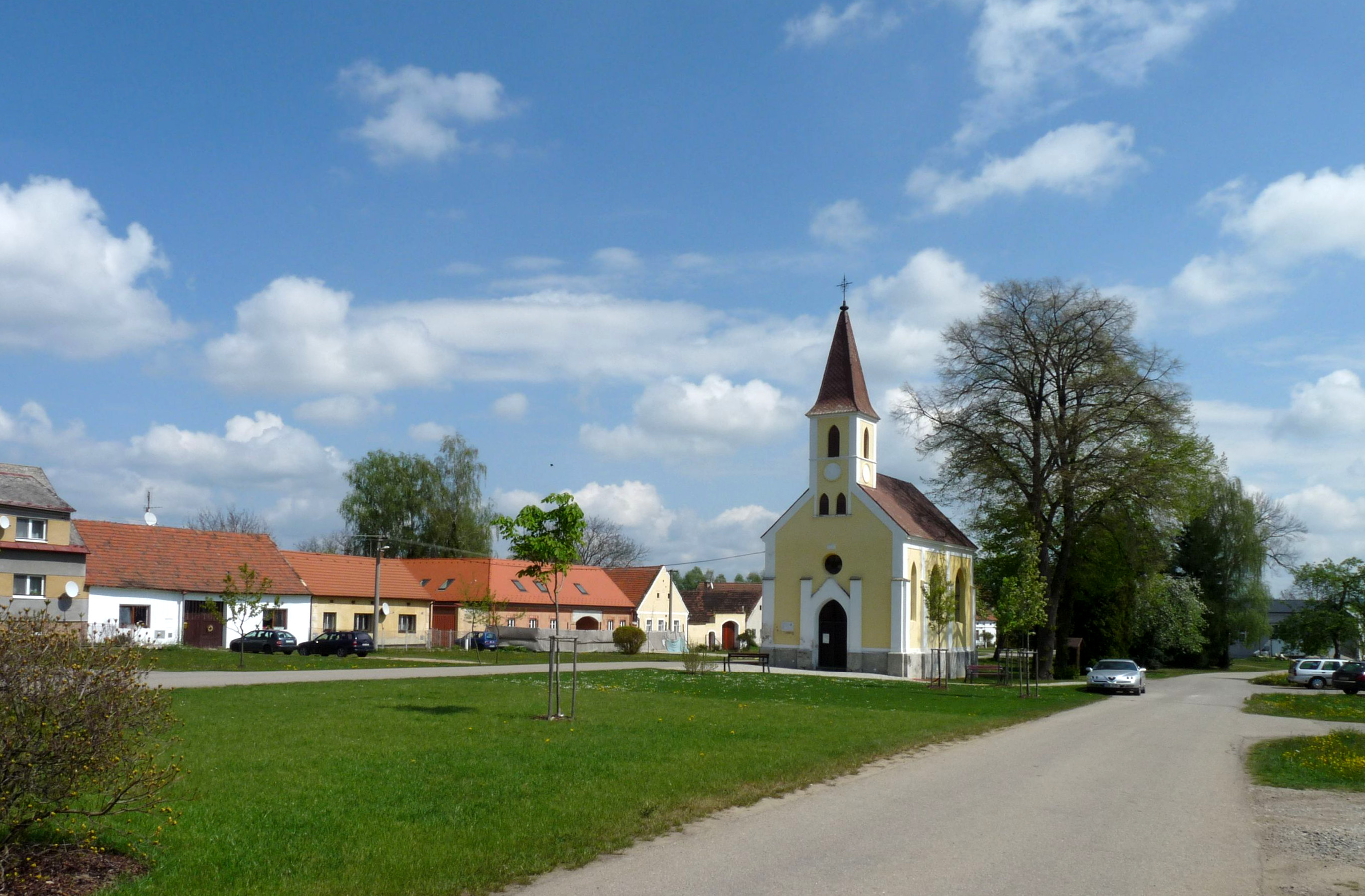
Dorfplatz in Plana

Planá wurde 1259 erstmals erwähnt, als Wok von Rosenberg dem Kloster Hohenfurth ein Drittel der Zehntabgaben des Dorfes überließ. Der Ort gehörte zur Herrschaft Cernoduben, die bis 1611 im Besitz der Rosenberger blieb. Nach dem Tode Peter Wok von Rosenbergs erbte dessen Kammerdiener Johann Hogen von Schwarzbach Cernoduben und Plan.
Der Dreißigjährige Krieg und die Misswirtschaft der Hogens führten zum Niedergang des Dorfes, das schließlich nur noch aus zwölf Hofstellen bestand, von denen fünf brach lagen. 1679 erbte František Kořenský z Terešova die Herrschaft, die er 1687 an die Stadt Budweis verkaufte.
Mit der Ablösung der Grundherrschaften wurde Plan 1849 eine selbstständige Gemeinde und ab 1868 ein Ortsteil von Hummeln. Seit 1990 bildet Planá wieder eine Gemeinde.

## Flugplatz Planá
Im Jahre 1935 wurde bei Planá ein Flugplatz angelegt, der dem Jihočeský Aeroklub als Hauptbasis diente. Nach dem Zweiten Weltkrieg übernahm die tschechoslowakische Luftverteidigung den Flugplatz. Im Dezember 2005 wurde der Flugplatz vom Militär geräumt und ging in die Trägerschaft einer von der Stadt České Budějovice und der Region Jihočeský kraj gebildeten Flughafenbetreibergesellschaft über. Es war geplant, ihn als internationalen Flughafen České Budějovice auszubauen. Nachdem Fördergelder nicht zugesagt worden sind, wurde dieses Vorhaben verworfen.

## Bevölkerungsentwicklung
| Jahr      | 1869 | 1880 | 1890 | 1900 | 1910 | 1921 | 1930 | 1950 | 1961 | 1970 | 1980 | 1991 | 2001 | 2011 | 2021 |
| --------- | ---- | ---- | ---- | ---- | ---- | ---- | ---- | ---- | ---- | ---- | ---- | ---- | ---- | ---- | ---- |
| Einwohner | 201  | 183  | 194  | 204  | 225  | 307  | 280  | 264  | 270  | 233  | 222  | 200  | 237  | 247  | 246  |

## Sehenswürdigkeiten
- Kapelle der Dreifaltigkeit
- Denkmal für die Rote Armee

## Persönlichkeiten
- Ferdinand Kowarz (1838–1914), Entomologe